# Willows Shopping Center
Le Willows Shopping Center est un centre commercial américain situé à Concord, dans le comté de Contra Costa, en Californie. D'une superficie de 23 122 m2, il a pour locomotives des enseignes Old Navy et REI. Il est exploité par Regency Centers, basé à Jacksonville, en Floride.